# Canon PowerShot G7 X
Canon PowerShot G7 X là dòng máy ảnh du lịch kỹ thuật số được Canon Inc. công bố ngày 15 tháng 9 năm 2014. Đây là dòng máy ảnh hoàn toàn mới của Canon được sản xuất để cạnh tranh với dòng Sony Cyber-shot DSC-RX100. Trong các dòng PowerShot G của Canon, G7X là dòng nhỏ nhẹ thứ hai sau G1X.
Canon PowerShot G7 X dùng bộ vi xử lý ảnh DIGIC 6, màn hình cảm biến, zoom quang học 3x.
Năm 2016, Canon tung ra model mới của Canon PowerShot G7 là G7X Mark II với bộ vi xử lý ảnh DIGIC 7 và màn hình cảm ứng lật lên 1800 hoặc lật xuống 450, zoom quang học 4,2x.